# إيرل بارون
إيرل بارون (بالإنجليزية: Earl Barron) مواليد 14 أغسطس 1981 في كلاركسديل، هو لاعب كرة سلة أمريكي بدأ مسيرته الاحترافية في سنة 2003 يلعب في دوري السوبر التايواني لكرة السلة كلاعب وسط ويحمل الرقم 30. يبلغ طوله 7 قدم 0 بوصة (2.1 م).

## فرق لعب لها
- ميامي هيت
- نيويورك نيكس
- فينيكس صنز

## إحصائيات المسيرة

### الموسم الاعتيادي
| السنة   | الفريق                 | لعب | بدأ | دقيقة | ميداني% | ثلاثية | حرة   | ارتداد | صنع | استلاب | تصدي | نقطة |
| ------- | ---------------------- | --- | --- | ----- | ------- | ------ | ----- | ------ | --- | ------ | ---- | ---- |
| 2005–06 | ميامي هيت              | 8   | 0   | 5.6   | .313    | .000   | .750  | 1.3    | .0  | .0     | .0   | 1.6  |
| 2006–07 | ميامي هيت              | 28  | 0   | 7.3   | .289    | .000   | .944  | 1.5    | .2  | .2     | .1   | 2.3  |
| 2007–08 | ميامي هيت              | 46  | 15  | 19.3  | .404    | .077   | .701  | 4.3    | .6  | .4     | .2   | 7.1  |
| 2009–10 | نيويورك نيكس           | 7   | 6   | 33.1  | .441    | .000   | .759  | 11.0   | 1.1 | .6     | .6   | 11.7 |
| 2010–11 | فينيكس صنز             | 12  | 6   | 15.3  | .235    | .000   | .600  | 3.3    | .3  | .5     | .3   | 3.0  |
| 2010–11 | ميلووكي باكز           | 7   | 0   | 12.1  | .459    | .000   | 1.000 | 3.1    | .6  | .3     | .3   | 5.1  |
| 2010–11 | بورتلاند ترايل بلايزرز | 2   | 1   | 18.5  | .273    | .000   | .500  | 7.0    | 1.5 | .0     | .0   | 3.5  |
| 2011–12 | غولدن ستايت ووريورز    | 2   | 0   | 4.5   | .500    | .000   | .000  | .5     | .0  | .0     | .0   | 2.0  |
| 2012–13 | واشنطن ويزاردز         | 11  | 1   | 11.1  | .351    | .000   | .400  | 3.9    | .3  | .4     | .4   | 2.5  |
| 2012–13 | نيويورك نيكس           | 1   | 1   | 37.0  | .357    | .000   | .500  | 18.0   | 2.0 | .0     | 1.0  | 11.0 |
| 2014–15 | فينيكس صنز             | 16  | 1   | 8.9   | .308    | .500   | .500  | 1.8    | .3  | .2     | .1   | 2.0  |
| المسيرة |                        | 140 | 31  | 14.2  | .371    | .167   | .702  | 3.5    | .5  | .3     | .2   | 4.6  |

### التصفيات
| السنة   | الفريق                 | لعب | بدأ | دقيقة | ميداني% | ثلاثية | حرة  | ارتداد | صنع | استلاب | تصدي | نقطة |
| ------- | ---------------------- | --- | --- | ----- | ------- | ------ | ---- | ------ | --- | ------ | ---- | ---- |
| 2011    | بورتلاند ترايل بلايزرز | 1   | 0   | .0    | .000    | .000   | .000 | .0     | .0  | .0     | .0   | .0   |
| المسيرة |                        | 1   | 0   | .0    | .000    | .000   | .000 | .0     | .0  | .0     | .0   | .0   |

## روابط خارجية
- إيرل بارون على موقع إن بي أي (الإنجليزية)
- إيرل بارون على موقع سبورتس رفرنس (الإنجليزية)
- إيرل بارون على موقع كرة السلة الأوروبية.كوم (الإنجليزية)
- إيرل بارون على موقع إي إس بي إن.كوم (الإنجليزية)
- إيرل بارون على موقع كلية كرة السلة في سبورتس رفرنس.كوم (الإنجليزية)
- إيرل بارون على موقع ريلجم (الإنجليزية)
- إيرل بارون على موقع بروبوليرز (الإنجليزية)
- إيرل بارون على موقع سبورتس رفرنس (الإنجليزية)